# 特拉伊科·拉伊科维奇
特拉伊科·拉伊科维奇（羅馬化：Trajko Rajković，1937年12月7日—1970年5月27日），塞尔维亚男子篮球运动员。他曾代表南斯拉夫国家队参加1964年和1968年夏季奥林匹克运动会篮球比赛，获得一枚银牌。